# تسهیل کمی
تسهیل کمّی (به انگلیسی: Quantitative easing) که خرید دارایی بزرگ مقیاس (به انگلیسی: large-scale asset purchases) نیز نامیده می‌شود، یک سیاست پولی نامتعارف است که بانکهای مرکزی برای جلوگیری از افت عرضه پول هنگام نامؤثر بودن سیاست استاندارد پولی مورد استفاده قرار می‌دهند. یک بانک مرکزی از طریق خریدن مقادیر مشخص ذخایر مالی از بانک‌های تجاری و دیگر نهادهای خصوصی تسهیل کمّی می‌کند، نتیجتاً پایهٔ پولی را افزایش می‌دهد. این با سیاست معمول تر خریدن یا فروختن اسناد قرضه به منظور نگه داشتن سود بازار در یک مقدار هدف مشخص فرق دارد.
سیاست‌های پولی انبساطی نوعاً بانک مرکزی را درگیر خریدن اسناد قرضه می‌کند تا نرخ‌های سود بازار کوتاه مدت را کم کنند. تسهیل کمّی را می‌توان آنگاه با اقتدارات پولی برای تحریک بیشتر اقتصاد با خرید ذخایر بلندمدت تر جای اسناد قرضه دولتی کوتاه مدت به کار برد و بدین وسیله نرخ‌های سود بلند مدت را در هندسی منحنی بازدهی اوراق قرضه کم‌تر کرد. تسهیل کمّی قیمت‌های ذخایر مالی خریده شده را افزایش می‌دهد، که باعث کاهش بازدهی شان می‌شود.
بنا به گفتهٔ صندوق بین‌المللی پول، سیستم فدرال رزرو آمریکا (US Federal Reserve System) و بسیاری از اقتصاد دانان، سیاست تسهیل کمّی از زمان بحران بزرگ سال ۰۸–۲۰۰۷ به تسهیل بسیاری از مشکلات اقتصادی کمک کرده‌است.

## فرایند
سیاست‌های پولی انبساطی استاندارد، عموماً شامل خرید یا فروش اوراق قرضه در بازار آزاد به منظور کاهش نرخ بهره تا سطح مورد نظر می‌شود. هرچند در صورتی که با وجود کاهش نرخ بهره توسط بانک مرکزی تا سطح نزدیک صفر، رکود همچنان ادامه یابد، بانک مرکزی دیگر قادر به کاهش نرخ بهره نخواهد بود و دام نقدینگی اتفاق می‌افتد. در این شرایط بانک مرکزی می‌تواند از سیاست تسهیل کمّی استفاده کند. به همین دلیل سیاست گاهی به عنوان آخرین راهکار برای به گردش درآوردن مجدد اقتصاد شناخته می‌شود.
یک بانک مرکزی، صرف نظر از نرخ بهره، مقدار کمّی اوراق یا سایر دارایی‌های مالی را از موسسات مالی خصوصی در بازارهای مالی خریداری می‌کند. این اقدام موجب افزایش در ذخایر اضافی در اختیار بانکها می‌شود. هدف این سیاست تسهیل شرایط مالی، افزایش نقدینگی در بازار و تسهیل گسترش وام بانکی خصوصی است.
تسهیل کمّی از کانال‌های مختلفی روی اقتصاد تأثیر می‌گذارد:
- کانال اعتباری: تسهیل کمّی با تأمین نقدینگی در بخش بانکی، گسترش وام به شرکت‌ها و خانوارها را برای بانک‌ها آسانتر و ارزان‌تر می‌کند و منجر به تحریک رشد اعتبار می‌شود. علاوه بر این، اگر بانک مرکزی نیز ابزارهای مالی پرریسک تر از اوراق دولتی را خریداری کند (مانند اوراق مشارکت)، می‌تواند قیمت را نیز افزایش داده و بازده بهره این دارایی‌های ریسک پذیر را کاهش دهد.
- توازن مجدد دارایی‌ها: با اجرای تسهیل کمّی، بانک مرکزی بخش مهمی از دارایی‌های امن را از بازار خارج و به ترازنامه خود وارد می‌کند که ممکن است باعث شود سرمایه گذاران خصوصی به سایر اوراق بهادار مالی روی آورند. به دلیل فقدان نسبی اوراق قرضه دولتی، سرمایه گذاران مجبور می‌شوند سهام خود را به سمت سایر سهام متعادل کنند. علاوه بر این، چنانچه بانک مرکزی اقدام به خرید سایر ابزارهای مالی که از اوراق قرضه دولتی ریسک بالاتری دارند کند، می‌تواند بازده بهره آن دارایی‌ها را نیز کاهش دهد (زیرا این دارایی‌ها در بازار کمیاب تر هستند، و بنابراین قیمت‌های آنها به تناسب بالا می‌رود).
- نرخ ارز: از آنجا که سیاست مورد نظر باعث افزایش عرضه پول می‌شود و بازده دارایی‌های مالی را کاهش می‌دهد، این فرایند از طریق مکانیسم نرخ بهره موجب کاهش نرخ ارز کشور نسبت به سایر ارزها می‌شود. پایین آمدن نرخ بهره منجر به خروج سرمایه از یک کشور می‌شود و در نتیجه تقاضای خارجی برای پول آن کشور کاهش می‌یابد و منجر به ضعیف تر شدن ارز می‌شود. این امر تقاضا برای صادرات را افزایش می‌دهد و به نفع صادرکنندگان و صنایع صادراتی کشور خواهد بود.
- اثر مالی: با کاهش بازده اوراق قرضه مستقل، تسهیل کمّی وام گرفتن در بازارهای مالی را را برای دولت‌ها ارزانتر می‌کند، که ای می‌تواند دولت را قادر به تحریک مالی برای اقتصاد کند. تسهیل کمّی را می‌توان یک نوع عملیات بازپرداخت بدهی «دولت تلفیقی» (دولت شامل بانک مرکزی) دانست، که به موجب آن دولت تلفیقی از طریق بانک مرکزی اوراق بهادار بدهی دولت را از چرخه خارج کرده و آنها را مجدداً در ذخایر بانک مرکزی بازپرداخت می‌کند.

• اثر علامت دهی: برخی از اقتصاددانان معتقدند که تأثیر اصلی تسهیل کمّی به دلیل اثر آن بر روانشناسی بازارها است. به این دلیل که نشان می‌دهد بانک مرکزی گام‌های خارق‌العاده ای برای تسهیل بهبود اقتصادی خواهد برداشت. برای مثال مشاهده شده‌است که بیشترین تأثیر این سیاست در منطقه یورو در بازده اوراق قرضه بین تاریخ اعلام سیاست و شروع واقعی خریدها توسط بانک مرکزی اروپا (ECB) رخ داده‌است.

## تاریخچه

### نمونه‌ها
بانک مرکزی ایلات متحده (US Federal Reserve) در زمان رکود بزرگ دههٔ ۱۹۳۰ میلادی با تأخیر سیاستی همانند تسهیل کمّی را به اجرا درآورد.[۳] به‌طور خاص، ذخایر اضافی بانک‌ها در سال ۱۹۴۰ از ۶ درصد فراتر رفت؛ در حالی که آنها در کل دوره پس از جنگ تا سال ۲۰۰۸ ناپدید شدند. با این وجود، بسیاری از مفسران دامنهٔ برنامهٔ تسهیل کمی سیستم ذخیره فدران آمریکا پس از بحران ۲۰۰۸ را بی‌سابقه خواند.[۴]

### ژاپن پیش از ۲۰۰۷
در اوایل دهه ۲۰۰۰ میلادی سیاستی با عنوان تسهیل کمّی برای اولین بار توسط بانک ژاپن (BOJ) برای مبارزه با کاهش قیمت داخلی استفاده شد.[۵] بانک مرکزی ژاپن از سال ۱۹۹۹ نرخ بهره کوتاه مدت را نزدیک به صفر حفظ کرده بود.
طبق گزارش بانک ژاپن، بانک مرکزی در ۱۹ مارس ۲۰۰۱ سیاست تسهیل کمّی را اتخاذ کرد. تحت این سیاست، BOJ برای ارتقاء وام خصوصی نقدینگی بسیار زیادی به سمت بانک‌های خصوصی سرازیر کرد و آنها با حجم زیادی از ذخایر اضافی و در نتیجه ریسک بسیار پایین کمبود نقدینگی مواجه شدند. BOJ بیش از حد لازم اقدام به خرید اوراق قرضه دولتی کرد تا نرخ بهره به صفر برسد. همچنین بعدتر اوراق بهادار و سهام با حمایت دارایی را نیز خریداری و شرایط عملکرد خرید کاغذ تجاری خود را تمدید کرد. این بانک در طی یک دوره چهار ساله از ماه مارس ۲۰۰۱ مانده حساب‌های جاری بانکی تجاری را از ۵ تریلیون ین به ۳۵ تریلیون ین (تقریبا ۳۰۰ میلیارد دلار) افزایش داد. همچنین BOJ تعداد اوراق قرضه بلند مدت دولت ژاپن را که می‌توانست به صورت ماهیانه خریداری کند، سه برابر کرد. [نیاز به استناد]

### پس از ۲۰۰۷
از زمان بحران مالی جهانی ۲۰۰۷–۲۰۰۸، سیاست‌های مشابه با ژاپن توسط ایالات متحده، انگلستان و منطقه یورو انجام شده‌است. دلیل استفاده از سیاست تسهیل کمّی در این کشورها این بود که نرخ سود اسمی کوتاه مدت ریسک آنها (که در ایالات متحده نرخ صندوق‌های فدرال یا در انگلیس نرخ رسمی بانک نامیده می‌شود) صفر یا نزدیک به صفر بودند.
در دوران اوج بحران مالی در سال ۲۰۰۸، بانک مرکزی ایالات متحده (فدرال رزرو) با اضافه کردن دارایی و بدهی‌های جدید بدون خنثی کردن این موارد با تفریق مربوطه، ترازنامه خود را به‌طور چشمگیری گسترش داد. در همان دوره، بریتانیا همچنین از تسهیل کمی به عنوان بازوی اضافی سیاست پولی خود برای کاهش بحران مالی خود استفاده کرد.

#### QE1, QE2, و QE3
فدرال رزرو آمریکا پیش از بحران مالی ۲۰۰۷ بین ۷۹۹ و ۸۰۰ میلیارد دلار اسناد بدهی خزانه در حسابش داشت. در اواخر نوامبر ۲۰۰۸، فدرال رزرو شروع به خرید ۶۰۰ میلیارد دلار کرد. تا مارس ۲۰۰۹ ۱٫۷۵ تریلیون دلار از بدهی بانک، و اوراق پشتوانه رهنی و اسناد بدهی قرضه
در اختیار داشت.. تا مارس ۲۰۰۹، ۱٫۷۵ تریلیون دلار بدهی بانکی، اوراق بهادار تحت حمایت وام و اسناد خزانه داری داشت که این میزان در ژوئن سال ۲۰۱۰ با ۲٫۱ تریلیون دلار به اوج خود رسید. با شروع پیشرفت اقتصاد، خریدهای بیشتر متوقف شدند اما در اوت ۲۰۱۰ هنگامیکه فدرال رزرو مشاهده کرد که اقتصاد به‌طور چشمگیری رشد نمی‌کند، مجدد از سر گرفته شدند. هدف اصلاحی فدرال رزرو صندوق ذخیره سهام ۲٫۰۵۴ تریلیون دلار بود که برای حفظ این سطح، فدرال رزرو هر ماه ۳۰ میلیارد دلار اسناد خزانه دو الی ده ساله خریداری می‌کرد.
در نوامبر ۲۰۱۰، بانک مرکزی فدرال، با خرید ۶۰۰ میلیارد دلار اوراق بهادار خزانه داری تا پایان سه‌ماهه دوم سال ۲۰۱۱، دور دوم تسهیل کمّی را اعلام کرد. عبارت "QE2" که در سال ۲۰۱۰ به یک نام مستعار فراگیر تبدیل شد، به همین دور دوم تسهیل کمّی توسط بانکهای مرکزی ایالات متحده اشاره داشت. به همین ترتیب، دور کمک کمّی قبلی "QE1"نامیده شد.
سومین دوره از تسکین کمی، "QE3"، در تاریخ ۱۳ سپتامبر ۲۰۱۲ اعلام شد. با رأی ۱۱–۱، فدرال رزرو تصمیم گرفت تا برنامه خرید اوراق بهادار با پشتوانه وام با حمایت از وام‌های آژانس را با ۴۰ میلیارد دلار جدید در هر ماه، راه‌اندازی کند. لاوه بر این، کمیته فدرال بازار آزاد (FOMC) اعلام کرد که احتمالاً نرخ صندوق‌های فدرال را حداقل تا سال ۲۰۱۵ نزدیک به صفر حفظ خواهد کرد. بنابر گفتهٔ NASDAQ.com، این برنامه محرک به فدرال رزرو اجازه می‌دهد ماهانه ۴۰ میلیارد دلار را از خطر بدهی بازار مسکن تجاری رهایی دهد. QE3 به دلیل ماهیت باز، با نام مستعار محبوب "QE-Infinity" نیز شناخته می‌شود. در ۱۲ دسامبر ۲۰۱۲، FOMC اعلام کرد که میزان خریدهای باز از ماهانه ۴۰ میلیارد دلار به ماهانه ۸۵ میلیون دلار افزایش یافته‌است.

#### بریتانیا
در طول اجرای برنامهٔ تسهیل کمّی، بانک مرکزی انگلستان اوراق دولتی را از موسسات مالی به همراه مقدار کمتری بدهی با کیفیت نسبتاً بالا که توسط شرکتهای خصوصی صادر شده بود خریداری کرد. در این حالت بانک‌ها، شرکت‌های بیمه و صندوق‌های بازنشستگی توانستند از پولی که دریافت کرده‌اند برای وام یا حتی برای بازپرداخت اوراق بیشتر از بانک استفاده کنند. بعلاوه بانک مرکزی می‌تواند مبالغ جدیدی را به بانک‌های خصوصی به عنوان وام بدهد یا در ازای ارز از آنها دارایی خریداری کند. [نیاز به استناد] این اقدامات موجب کاهش بازدهی بهره در اوراق قرضه دولتی و سرمایه‌گذاری‌های مشابه می‌شود و باعث می‌شود افزایش سرمایه برای بنگاه‌ها ارزان‌تر شود. یک عارضه جانبی دیگر این است که سرمایه گذاران به سمت سرمایه‌گذارهای دیگر مانند سهام می‌روند که این امر موجب افزایش قیمت و مصرف آنها خواهد شد. تسهیل کمّی می‌تواند در طول یک شب نرخ بهرهٔ بین بانکی را کاهش دهد و از این طریق بانکها را ترغیب کند تا به نهادهای با بهره بالاتر و از نظر مالی ضعیف تر وام دهند.
از آغاز ماه مارس۲۰۰۹ تا سپتامبر همان سال، بانک مرکزی انگلستان حدود ۱۶۵ میلیارد پوند دارایی خریداری کرده بود که این رقم تا ماه اکتبر به ۱۷۵ میلیارد پوند رسید. کمیتهٔ سیاست پولی (MPC) در جلسه ای که در ماه نوامبر برگزار شد، به افزایش خرید کل دارایی‌ها تا ۲۰۰ میلیارد پوند رای داد. بیشتر دارایی‌های خریداری شده از جنس اوراق بهادار دولتی انگلستان (gilts) بودند و مقادیر کمتری از آن شامل دارایی‌های بخش خصوصی با کیفیت بالا می‌شد.
در دسامبر ۲۰۱۰، یکی از اعضای MPC، آدام پوزن، خواستار گسترش ۵۰ میلیارد پوندی برنامه تسهیل کمّی بانک شد؛ در حالیکه همکار وی، اندرو سنتانس، به دلیل بالاتر بودن نرخ تورم از نرخ ۲ درصدی هدف، خواهان افزایش نرخ بهره بود.
در اکتبر ۲۰۱۱، بانک مرکزی انگلیس اعلام کرد که با ایجاد ۷۵ میلیارد پوند بیشتر، دور جدیدی از تسهیل کمّی را آغاز خواهد کرد؛ و در فوریه ۲۰۱۲ نیز ۵۰ میلیارد پوند دیگر به این مبلغ اضافه کرد. در ژوئیه ۲۰۱۲ اعلام کرد که با یک افزایش ۵۰ میلیارد پوندی دیگر، مبلغ کل آن به ۳۷۵ میلیارد پوند می‌رسد. این بانک اعلام کرد که تنها تا سقف ۷۰٪ از هرگونه بدهی دولتی را خریداری خواهد کرد. این بدان معنا بود که حداقل ۳۰٪ از هرگونه بدهی دولت باید توسط موسساتی غیر از بانک انگلیس خریداری و نگهداری شود. با توجه به تخمین‌های بانک مرکزی در سال ۲۰۱۲، مشاهده شد که تأثیر سیاست تسهیل کمّی روی خانوارها، با توجه به دارایی‌های در اختیار آنها، متفاوت بوده‌است؛ یعنی خانوارهای ثروتمند صاحب دارایی‌های بیشتری شدند.
در آگوست سال ۲۰۱۶، بانک مرکزی انگلیس اعلام کرد که به دلیل تردیدها در مورد Brexit (خروج انگلستان از اتحادیه اروپا) و نگرانی‌ها در مورد بهره‌وری و رشد اقتصادی، ۶۰ میلیارد پوند اوراق قرضه دولتی انگلیس و ۱۰ میلیارد پوند اوراق قرضه شرکت خریداری می‌کند.

#### منطقهٔ یورو
بانک مرکزی اروپا(ECB) اعلام کرد که تمرکز آن بر خرید اوراق مشارکت تحت پوشش، که نوعی بدهی شرکتی است، خواهد بود. وی اعلام کرد که خرید اولیه آن در ماه می ۲۰۰۹ ارزشی بالغ بر ۶۰ میلیارد یورو خواهد داشت.
در پی یک تغییر ناگهانی در خط مشی، در ۲۲ ژانویه ۲۰۱۵ ماریو دراگی، رئیس بانک مرکزی اروپا، «برنامه خرید دارایی گسترش یافته» را اعلام کرد که در طی آن ماهانه ۶۰ میلیارد یورو اوراق قرضهٔ منطقهٔ یورو از دولت‌های مرکزی، آژانس‌ها و موسسات اروپایی خریداری می‌شد. این محرک برای نتیجه‌گیری در سریع‌ترین زمان ممکن، از مارس ۲۰۱۵ تا سپتامبر ۲۰۱۶، برنامه‌ریزی شده بود. ماریو دراگی با اشاره به با اشاره به نیاز بانک مرکزی اروپا برای مقابله با تهدید رو به رشد نرخ تورم در یورو در اوایل سال ۲۰۱۵ اعلام کرد که این برنامه تا زمانی که شاهد تعدیل مداوم در مسیر تورم نباشیم ادامه خواهد داشت.
در تاریخ ۱۰ مارس ۲۰۱۶، بانک مرکزی اروپا خریدهای اوراق قرضه ماهانه خود را از ۶۰ میلیارد یورو به ۸۰ میلیارد یورو افزایش داد و خرید اوراق شرکت‌های بزرگ را نیز در برنامهٔ خود وارد کرد؛ همچنین اعلام کرد که به بانک‌ها وام‌های چهارسالهٔ ارزان قیمت خواهد داد.
سوئد
با توجه به اینکه در ژانویه سال ۲۰۱۵ نرخ تورم سالانه کشور منفی ۰٫۳ درصد بود، بانک مرکزی سوئد (Sveriges Riksbank) با اظهار نگرانی در خصوص امکان حرکت اقتصاد کشور به سمت رکود، سیاست تسهیل کمّی را آغاز کرد.

#### ژاپن پس از ۲۰۰۷ و Abenomics
در اوایل اکتبر ۲۰۱۰، بانک ژاپن اعلام کرد که می‌خواهد برنامهٔ خرید ۵ تریلیون ین (معادل ۶۰ میلیارد دلار آمریکا) دارایی را بررسی کند. هدف از این اقدام پایین آوردن ارزش ین در برابر دلار آمریکا برای تحریک اقتصاد داخلی با ارزانتر کردن صادرات ژاپن بود که مؤثر واقع نشد.
در ۴ آگوست ۲۰۱۱، بانک مرکزی ژاپن اعلام کرد که در طی یک اقدام یک طرفه قصد دارد مانده حساب جاری بانک تجاری را از ۴۰ تریلیون ین (معادل ۵۰۴ میلیارد دلار آمریکا) به ۵۰ تریلیون ین (معادل ۶۳۰ میلیارد دلار آمریکا) افزایش دهد.
در ۴ آوریل ۲۰۱۳، بانک ژاپن اعلام کرد که برنامه خرید دارایی خود را ۶۰ تا ۷۰ تریلیون ین در سال افزایش خواهد داد.
این بانک امیدوار بود بتواند با رسیدن به نرخ تورم ۲٪، اقتصاد ژاپن را از حالت رکود خارج کند. میزان خرید به اندازه ای زیاد بود که انتظار می‌رفت عرضهٔ پول را دوبرابر کند. این سیاست با ترکیب economics (اقتصاد) و نام شینزو آبه (نخست‌وزیر فعلی ژاپن)، Abenomics نامیده شده‌است.

## اثرات مثبت
براساس اعلام صندوق بین‌المللی پول (IMF)، سیاست‌های تسهیل کمّی اجرا شده توسط بانک‌های مرکزی کشورهای بزرگ توسعه یافته از ابتدای بحران مالی اواخر دهه ۲۰۰۰ میلادی، نقش مهمی در کاهش ریسک‌های سیستماتیک داشته‌اند. همچنین صندوق بین‌المللی پول اظهار داشت که این سیاست‌ها در بهبود اعتماد به نفس بازار و پایین آمدن رکود در اقتصادهای G7 در نیمه دوم سال ۲۰۰۹ نقش به سزایی داشته‌اند.
آنچه که اقتصاددان مارتین فلدشتین اظهار می‌کند این است که QE2 در نیمهٔ دوم سال ۲۰۱۰، منجر به افزایش بازار سهام شد، که به نوبهٔ خود سبب افزایش مصرف و عملکرد قوی اقتصاد ایالات متحده در پایان آن سال شد. جرمی استین، فرماندار فدرال رزرو، گفته‌است که اقدامات تسهیل کمّی، نظیر خرید دارایی در مقیاس بزرگ، نقش مهمی در حمایت از فعالیت اقتصادی داشته‌است.
به گفته نیل ایروین، خبرنگار ارشد اقتصادی نیویورک تایمز، اجرای سیاست تسهیل کمّی توسط فدرال رزرو احتمالاً به این موارد کمک کرده‌است:
۱) کمک به حمایت از قیمت مسکن با نرخ سود پایین برای اوراق شرکت‌ها و نرخ وام
۲) ارزش گذاری بالاتر سهام بورس از نظر نسبت سود بهای بالاتر برای شاخص S&P 500
1. افزایش نرخ تورم و انتظارات تورمی
2. نرخ بالاتر اشتغال زایی
3. رشد تولید ناخالص داخلی

تحقیقات متعددی که در پی وقوع بحران انجام شدند نشان می‌دهند که خریدهای دارایی مقیاس بزرگ باعث کاهش نرخ بهره بلند مدت در انواع اوراق بهادار و همچنین ریسک اعتباری پایین‌تر شده‌است. این اثرات موجب رشد اندک تورم و تولید ناخالص داخلی شدند.

## خطرات و اثرات جانبی منفی
اگر میزان نیاز به تسهیل کمّی بیش از حد تخمین زده شود، اجرای سیاست ممکن است منجر به ایجاد تورمی بیش از سطح موردنظر شود. از سوی دیگر، چنانچه بانک‌ها تمایلی به دادن وام به خانوارها و مشاغل نداشته باشند، تسهیل کمّی قادر به افزایش مقدار تقاضا نخواهد بود. حتی در این صورت هم تسهیل کمّی می‌تواند فرایند کاهش بدهی را تسهیل بخشد؛ با این حال بین رشد پولی و تورم فاصلهٔ زمانی وجود خواهد داشت. چنانچه سرعت رشد اقتصاد سیستم بیش از افزایش عرضهٔ پول ناشی از تسهیل کمّی باشد، خطرات تورم کاهش می‌یابند. اگر تولید در اقتصاد به دلیل افزایش عرضه پول افزایش یابد، ممکن است ارزش واحد پول نیز افزایش یابد، حتی اگر ارز بیشتری نیز در دسترس باشد. به عنوان مثال، چنانچه اقتصاد یک کشور بخواهد حداقل به اندازه میزان بدهی حاصل از درآمد، افزایش قابل توجهی در تولید داشته باشد، فشارهای تورمی یکسان می‌شوند. این امر تنها در شرایطی اتفاق می‌افتد که بانک‌های عضو به جای احتکار پول نقد اضافی، آن را وام دهند. در زمان بالا بودن بازده اقتصادی، بانک مرکزی می‌تواند بازگرداندن ذخایر به سطوح بالاتر از طریق افزایش نرخ بهره یا ابزارهای دیگر، اقدامات صورت گرفتهٔ تسهیل کمّی را معکوس کند.
اقتصاددانانی مانند جان تیلور بر این باورند که تسهیل کمّی امکان پیش‌بینی کردن را از بین می‌برد. از آنجا که افزایش ذخایر بانکی (اگر به عنوان همان ذخایر اضافی در نظر گرفته شود) ممکن است فوراً عرضه پول را افزایش ندهد، این خطر وجود دارد که این ذخایر اضافی پس از وام داده شدن سبب افزایش تورم شوند.
از آن جایی که تسهیل کمّی باعث کاهش نرخ بهره می‌شود، این سیاست به سود بدهکاران است؛ به این معنی که باید پول کمتری برای بدهی شان بپردازند. گرچه این امر به‌طور مستقیم به ضرر بستانکاران است؛ زیرا با پایین بودن نرخ بهره درآمد کمتری کسب می‌کنند. همچنین کاهش ارزش ارز مستقیماً به واردکنندگان و مصرف‌کنندگان آسیب می‌رساند زیرا با کاهش ارزش پول، هزینه‌های واردات افزایش می‌یابند.

### تأثیر بر حقوق و پس‌انداز
اقتصاددانان در شورای جهانی بازنشتگی(WPC) بر این باورند که کاهش غیر واقعی ایجاد شده توسط تسهیل کمّی در نرخ بهره اوراق قرضه دولتی تأثیر منفی بر وضعیت کمبود بودجهٔ صندوق‌های بازنشستگی خواهد گذاشت؛ زیرا بدون بازده ای بالاتر از تورم، مستمری بگیران با کاهش ارزش واقعی پس‌انداز خود در طی چند سال آینده مواجه خواهند شد. علاوه بر این، نرخ بهره پایین یا منفی انگیزه لازم برای پس‌انداز را از بین می‌برد. البته با توجه به اینکه تسهیل کمّی تشویق به مصرف می‌باشد، این اثر در این سیاست در نظر گرفته شده‌است.

### فرار سرمایه
به گفتهٔ دیوید لینچ، خبرنگار بلومبرگ، پول جدید حاصل از تسهیل کمّی می‌تواند توسط بانکها برای سرمایه‌گذاری در بازارهای نوظهور، اقتصادهای کالا محور، خود کالاها و فرصتهای غیر محلی به جای وام دادن به مشاغل محلی که مشکل درگرفتن آنها دارند، استفاده شود.

### افزایش درآمد و توزیع نابرابر ثروت
آنچه که منتقدان این سیاست اغلب به آن اشاره می‌کند اثرات توزیع مجدد است. به عنوان مثال، نخست‌وزیر وقت انگلستان در سال ۲۰۱۶، ترزا می، در ژوئیه ۲۰۱۶ با انتقاد از واپس گرایانهٔ تسهیل کمّی اظهار داشت: سیاست پولی، در حالت نرخ بهره بسیار پایین و تسهیل کمّی، با قربانی کردن کسانی که حتی قادر به تملک خانهٔ خود نیستند، به صاحبان مستقلات کمک کرده‌است.
داوال جاشی، از تحقیقات BCA، نوشته‌است: پول‌های نقد حاصل از تسهیل کمّی به سودهای زیادی ختم می‌شود؛ بدین ترتیب نابرابری موجود در درآمد شدیدتر و تنش‌های ناشی از آن تشدید می‌شود.
این انتقادات تا حدی مبتنی بر برخی شواهد ارائه شده توسط خود بانک‌های مرکزی می‌باشد. در سال ۲۰۱۲ گزارش یکی از بانک‌های انگلستان نشان داد که سیاست‌های تسهیل کمّی عمدتاً به سود ثروتمندان بوده‌است و ۴۰٪ از این سودها به ۵٪ مردم ثرتمند انگلستان رسیده‌است.
در ماه می ۲۰۱۳ ریچارد فیش، رئیس بانک مرکزی فدرال رزرو آمریکا در دالاس، گفت: پول ارزان ثروتمندان را ثروتمندتر کرده‌است اما کمک چندانی به کارگران آمریکایی نکرده‌است.

### انتقادهای کشورهای عضو BRIC
کشورهای عضو BRIC از کشوهای توسعه یافتهٔ مجری تسهیل کمّی انتقادهای بسیاری کرده‌اند. به عقیدهٔ آنها این مسئله که چنین اقداماتی منجر به حمایت از تولید داخلی و کاهش ارزش رقابتی می‌شود جای بحث دارد. درحالیکه صادرکنندگان خالص که ارزهای آنها تا حدودی به دلار وابسته است عقیده دارند تسهیل کمّی با افزایش تورم در کشور صنایع داخلی را با مشکل مواجه می‌کند.
یکی از انتقادات رایج در اروپا، خطرات اخلاقی این سیاست برای دولت هاست. خرید اوراق بهادار دولتی توسط بانک مرکزی به صورت مصنوعی هزینهٔ استقراض را کاهش می‌دهد. به‌طور معمول هرچه دولت‌ها بدهی‌های بیشتری منتشر کنند، هزینه‌های اخذ وام برای آنها افزایش می‌یابد که این امر آنها را از انجام چنین کاری بازمی‌دارد. به‌طور خاص، نظم و انتظام بازار به شکل نرخ بهرهٔ بالا، موجب می‌شود دولتی مانند ایتالیا در مورد افزایش کسری بودجهٔ خود احتیاط به خرج دهد.

## اصطلاحات

### تسهیل کمی
پروفسور ویلم بویتر از دانشکده اقتصاد لندن یک تعریف را برای تمایز تسهیل کمّی یا گسترش ترازنامهٔ بانک مرکزی از آنچه که وی تسهیل کیفی یا فرایند افزودن دارایی‌های با ریسک بالاتر توسط بانک مرکزی به ترازنامهٔ خود می‌داند، پیشنهاد داده‌است:
تسهیل کمّی یک افزایش در اندازهٔ ترازنامهٔ بانک مرکزی از طریق افزایش در بدهی‌های پولی آن (پول پایه) است که ترکیب دارایی‌های خود را ثابت نگه می‌دارد. ترکیب دارایی را می‌توان به عنوان سهم‌های متناسب ابزارهای مختلف مالی که بانک مرکزی در کل ارزش دارایی‌های خود در اختیار دارد، تعریف کرد. یک تعریف نسبتاً معادل این است که تسهیل کمی افزایش اندازه ترازنامه بانک مرکزی از طریق افزایش بدهی‌های پولی آن است درحالی که نقدینگی (متوسط) و ریسک پذیری سبد دارایی خود را ثابت نگه می‌دارد.
تسهیل کیفی تغییر در ترکیب دارایی‌های بانک مرکزی به سمت دارایی‌های با نقدشوندگی کمتر و ریسک بالاتر، در عین ثابت نگه داشتن اندازهٔ ترازنامه است.

### تسهیل اعتباری
بن برنانک، رئیس فدرال رزرو، در معرفی راهکارهای بانک مرکزی برای بحران مالی سال ۲۰۰۸–۲۰۰۹، با توجه به سیاست تسهیل کمّی به سبک ژاپنی، راهکار جدید را تسهیل اعتباری نامید. وی اعلام کرد:
رویکرد ما که می‌تواند به عنوان تسهیل اعتبار توصیف شود، از یک سو نمایانگر تسهیل کمّی است زیرا شامل گسترش ترازنامهٔ بانک مرکزی می‌شود. با این حال در یک سیاست تسهیل کمّی خالص، تمرکز بر میزان ذخایر بانکی است که بدهی‌های بانک مرکزی هستند؛ ترکیب وام و اوراق بهادار در دارایی ترازنامه بانک مرکزی اتفاقی است. در واقع با وجود چند وجهی بودن سیاست ژاپن به هنگام اجرای تسهیل کمّی، موضع اصلی آن در درجه اول هدف‌گیری ذخایر بانکی بود. در مقابل، رویکرد تسهیل اعتبار فدرال رزرو بر ترکیبی از وام و وثایق آن و چگونگی تأثیر این ترکیب دارایی بر شرایط اعتباری برای خانوارها و مشاغل متمرکز بود.
تسهیل اعتبار به جای افزایش عرضه پول از طریق خرید اوراق قرضه دولتی، شامل خرید دارایی‌های بخش خصوصی مانند اوراق بهادار شرکت‌ها و اوراق بهادار تحت حمایت مسکن است.
در سال ۲۰۱۰، بانک مرکزی فدرال رزرو ۱٫۲۵ تریلیون دلار اوراق بهادار تحت حمایت مسکن را برای حمایت از بازار مسکن خریداری کرد. این خریدها پایه پولی را به روشی مشابه خرید اوراق بهادار دولتی افزایش دادند.

### تأمین پولی
برخی از رسانه‌ها، بانکداران بانکهای مرکزی و تحلیلگران مالی به تسهیل کمّی لقب «چاپ پول» را داده‌اند. استفن هستر، مدیر اجرایی گروه RBS، گفت:
کاری که بانک مرکزی انگلیس در سهولت کمی انجام می‌دهد، این است که برای خرید بدهی دولت پول چاپ می‌کند، بنابراین ای امکان را به دولت انگلیس می‌دهد تا بدون ضربه زدن به اقتصاد بودجهٔ بزرگی در اختیار داشته باشد؛ زیرا بانک مرکزی انگلیس آنرا تأمین مالی کرده‌است.
بانک‌های مرکزی در اغلب کشورهای توسعه یافته (به عنوان مثال، انگلستان، ایالات متحده، ژاپن و منطقه یورو) از خرید بدهی دولت به‌طور مستقیم از خود دولت منبع هستند و در عوض باید آن را از بازار ثانویه خریداری کنند. این فرایند دو مرحله ای، که دولت در آن اوراق بهادار را به اشخاص خصوصی می‌فروشد و آنها اوراق را به بانک مرکزی می‌فروشند، توسط بسیاری از تحلیلگران «درآمدزایی بدهی» خوانده شده‌است.
با این حال تسهل کمّی بسیار با خلق پول که به هنگام صحبت از چاپ پول به ذهن افراد می‌آید متفاوت است. در واقع، اصطلاح چاپ پول معمولاً حاکی از این است که پول تازه ایجاد شده برای تأمین مستقیم کسری بودجه دولت یا پرداخت بدهی دولت استفاده می‌شود (که با عنوان پولی کردن بدهی دولت نیز شناخته می‌شود). درحالیکه در تسهیل کمّی پول تازه ایجاد شده معمولاً برای خرید دارایی‌های مالی غیر از اوراق قرضه دولتی استفاده می‌شود. همچنین، فدرال رزرو اغلب با پرداخت سود به بانکها برای سپرده‌های ذخیره، اوراق خود را «بی‌حاصل» می‌کند. این اقدام موجب می‌شود پولی که قبلاً با اوراق خریداری شدهٔ فدرال رزرو به گردش مالی افزوده شده بود، حذف شود. اثر خالص آن کاهش نرخ وام برای وام مسکن و سایر وام‌ها، بدون افزایش تورمی در عرضه پول است.
وجه تمایز بین تسهیل کمّی و درامدزایی بدهی آن است که در حالت اول بانک مرکزی برای تحرک اقتصاد، و نه برای تأمین هزینه مخارج دولت، پول ایجاد می‌کند (گرچه اثر غیرمستقیم تسهیل کمّی کاهش نرخ بهره در اوراق قرضه مستقل است). همچنین در حالت تسهیل کمّی پس از آنکه وضعیت اقتصاد بهبود می‌یابد، بانک مرکزی (با فروش اوراق دولت و سایر دارایی‌های مالی به بازار) سیاست معکوس آن را اجرا می‌کند. تنها روش مؤثر برای تعیین اینکه آیا بانک مرکزی از بدهی سودآوری کرده‌است یا خیر، مقایسه عملکرد آن نسبت به اهداف اعلام شده‌است. درصورتیکه تورم بالاتر از سطح هدف بوده و دولت در تأمین مالی بدهی‌های خود دچار مشکل باشد، احتمال درامدزایی بدهی توسط دولت وجود دارد.

## سیاست‌های جایگزین

### تسهیل کمی برای مردم
در پاسخ به نگرانی‌های مبنی بر عدم موفقیت تسهیل کمّی در ایجاد تقاضای کافی، به ویژه در منطقه یورو، تعدادی از اقتصاددانان «تسهیل کمّی برای مردم» را پیشنهاد دادند. به جای ایجاد ذخایر بانکی با خرید اوراق قرضه دولتی یا اوراق بهادار دیگر، مشابه آنچه فدرال رزرو و بانک انگلیس انجام داده‌اند، برخی پیشنهاد می‌کنند که بانک‌های مرکزی مستقیماً به خانوارها پرداخت انجام دهند. (با روشی مشابه پول هلیکوپتر میلتون فریدمن). اقتصاددانان مارک بیلیت و اریک لونرگان معتقدند با توجه به محدودیت‌های سیاست مالی، این بهترین راه حل برای منطقه یورو می‌باشد. آنها می‌گویند که بر اساس شواهد حاصل از تخفیف‌های مالیاتی در ایالات متحده، کمتر از ۵ درصد تولید ناخالص داخلی که توسط بانک مرکزی اروپا به بخش خانگی در منطقه یورو منتقل شده‌است، برای بهبودی کافی خواهد بود.
یکی از انواع سیاست تسهیل کمّی برای مردم، سیاستی است که جرمی کوربین در انتخابات رهبری حزب کارگر در سال ۲۰۱۵ پیشنهاد کرد؛ که بانک انگلیس را ملزم به ایجاد پول برای تأمین اعتبار سرمایه‌گذاری دولت از طریق یک بانک ملی سرمایه‌گذاری می‌کرد.

### تغییر ساختار سررسید بدهی
اکونومیست منتشر کرده‌است که براساس تحقیقات اقتصاددان اریک سوانسون در ارزیابی مجدد اثر کمیته فعالیت بازار باز فدرال ایالات متحده در سال ۱۹۶۱ موسوم به «عملیات پیچش»، یک بازسازی مشابه در عرضه انواع مختلف بدهی می‌تواند اثری برابر با تسهیل کمّی داشته باشد.

### نئو-فیشریسم
نئو-فیشریسم بر اساس تئوری‌های ایروینگ فیشر، استدلال می‌کند که راه مناسب برخورد با تورم پایین، تسهیل کمّی نیست بلکه به عکس، نرخ بهره باید افزایش یابد. این بدان علت است که اگر کاهش نرخ بهره تداوم یابد، بانک‌ها مشتری‌های خود را از دست می‌دهند و پول کمتری نیز به اقتصاد بازمی‌گردد.
در شرایط تورم پایین و بدهی زیاد، مصرف‌کنندگان ترجیح می‌دهند پول نقد را نگهداری یا آنرا به کالا تبدیل کنند که این امر از برانگیختن رشد اقتصادی جلوگیری می‌کند. اگر عرضهٔ پول از راه تسهیل کمّی افزایش یابد، رفتار مصرف‌کنندگان به‌طور پیش فرض با افزایش قیمت‌ها تنظیم شده و مسألهٔ پایین بودن نرخ تورم حادتر می‌شود.

### سیاست مالی
اقتصاد کینزی بعد از رکود بزرگ محبوب شد. ایده این است که در اقتصادی با تورم پایین و بیکاری زیاد (به ویژه بیکاری ساختاری)، سمت تقاضای اقتصاد مصرف‌کننده را به هزینه ترغیب می‌کند و این باعث افزایش سود بنگاه‌ها و نتیجتاً افزایش سرمایه‌گذاری می‌شود. کینزی‌ها برای افزایش تقاضا و تورم روشهایی مانند کارهای عمومی، توسعه زیرساخت‌ها و افزایش در شبکه تأمین اجتماعی را پیشنهاد می‌دهند.